# Lauterach, Baden-Württemberg
Lauterach är en kommun (tyska Gemeinde) i Alb-Donau-Kreis i förbundslandet Baden-Württemberg i Tyskland. Folkmängden uppgår till cirka 600 invånare, på en yta av 13,78 kvadratkilometer.
Kommunen ingår i kommunalförbundet Munderkingen tillsammans med staden Munderkingen och kommunerna Emeringen, Emerkingen, Grundsheim, Hausen am Bussen, Obermarchtal, Oberstadion, Rechtenstein, Rottenacker, Untermarchtal, Unterstadion och Unterwachingen.

## Befolkningsutveckling
| Befolkningsutvecklingen i Lauterach 1975–2015 | Befolkningsutvecklingen i Lauterach 1975–2015 | Befolkningsutvecklingen i Lauterach 1975–2015 | Befolkningsutvecklingen i Lauterach 1975–2015 | Befolkningsutvecklingen i Lauterach 1975–2015 |
| --------------------------------------------- | --------------------------------------------- | --------------------------------------------- | --------------------------------------------- | --------------------------------------------- |
|                                               |                                               |                                               |                                               |                                               |
| År                                            |                                               |                                               | Folkmängd                                     | Areal (ha)                                    |
| 1975                                          | 1975                                          |                                               | 439                                           | 1 376                                         |
| 1980                                          | 1980                                          |                                               | 476                                           |                                               |
| 1985                                          | 1985                                          |                                               | 458                                           |                                               |
| 1990                                          | 1990                                          |                                               | 668                                           |                                               |
| 1995                                          | 1995                                          |                                               | 629                                           | 1 377                                         |
| 2000                                          | 2000                                          |                                               | 604                                           |                                               |
| 2005                                          | 2005                                          |                                               | 604                                           |                                               |
| 2010                                          | 2010                                          |                                               | 591                                           |                                               |
| 2015                                          | 2015                                          |                                               | 609                                           | 1 378                                         |
|                                               |                                               |                                               |                                               |                                               |